# O'Sullivan Peak, Antarktis
O'Sullivan Peak är en bergstopp i Antarktis. Den ligger i Västantarktis. Argentina, Chile och Storbritannien gör anspråk på området. Toppen på O'Sullivan Peak är 1 765 meter över havet, eller 569 meter över den omgivande terrängen. Bredden vid basen är 6,1 km.
Terrängen runt O'Sullivan Peak är huvudsakligen lite bergig. O'Sullivan Peak är den högsta punkten i trakten. Trakten är obefolkad. Det finns inga samhällen i närheten.